# Trapez (Astronomie)

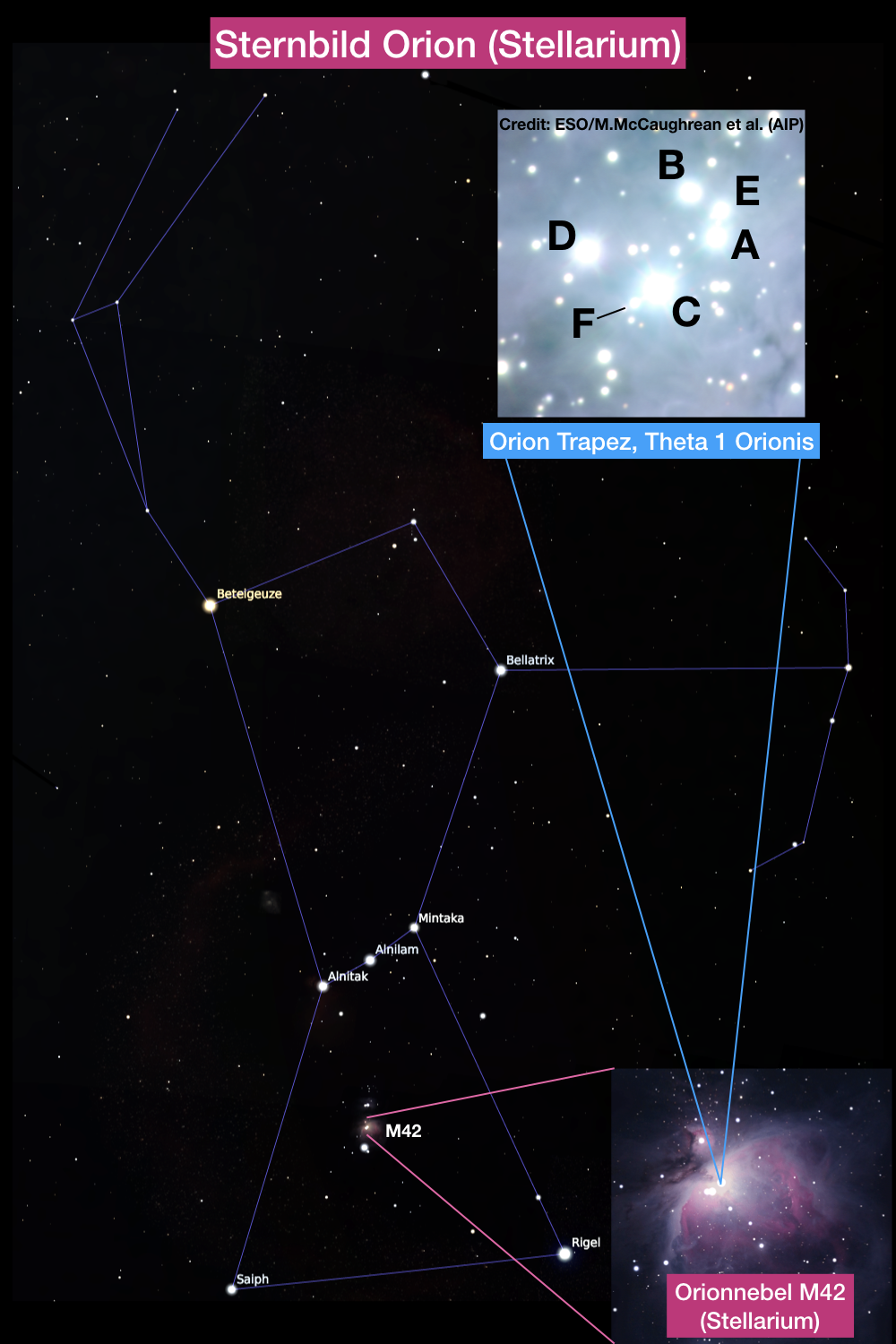
Sternbild Orion mit Orionnebel und Trapezsternen

Die Anordnung der acht Komponenten von θ^{1} Orionis

Das Trapez (auch θ1-Orionis oder Trapezium Cluster) ist ein offener Sternhaufen im Zentrum des Orionnebels, dessen vier hellsten Komponenten in etwa ein Trapez bilden (θ1 A–D). Es besteht aus zahlreichen weiteren unterschiedlich hellen Komponenten.
Die schwächeren Komponenten sind (θ1 E–H), die in der Mehrzahl jeweils physische Mehrfachsterne sind. Die Trapezsterne sind etwa 1,5 Lichtjahre voneinander entfernt und befinden sich im Zentrum des ca. 1350 Lichtjahre von der Erde entfernten Orionnebels, den sie zum Leuchten bringen.

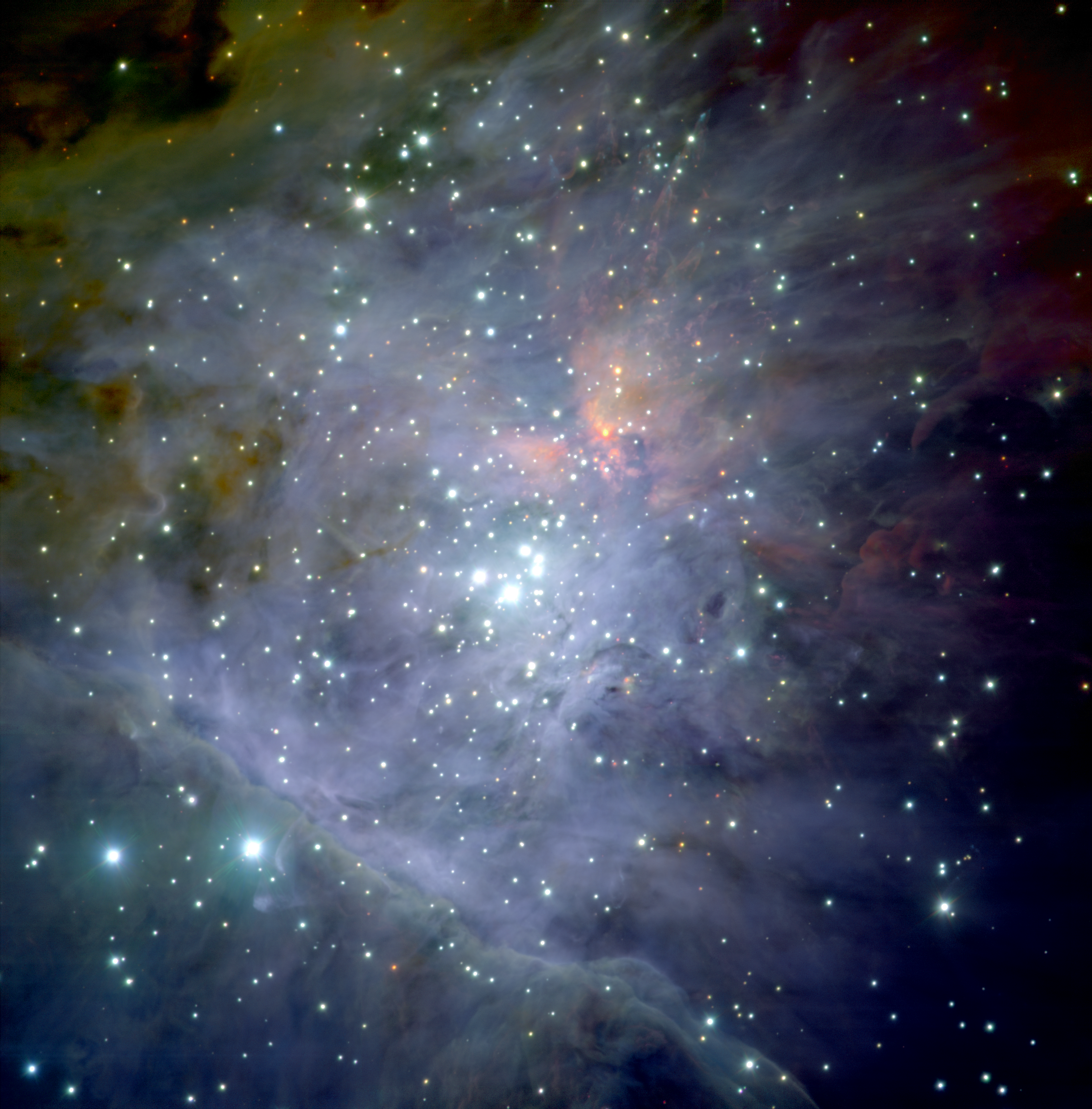
Zentrales Gebiet des Orionnebels mit den Trapezsternen nahe der Bildmitte

Das Trapez lässt sich mit dem bloßen Auge als einzelner heller Stern (scheinbare visuelle Helligkeit V=4,65) beobachten. Um alle vier hellen Trapezsterne zu beobachten, wird ein gutes Fernglas benötigt. Auch der Orionnebel selbst ist mit bloßem Auge als Fleckchen (scheinbare visuelle Helligkeit V=4) beobachtbar.
Die Trapezsterne sind die Hauptquelle für die Ionisierung des umgebenden Gases und machen den Orionnebel dadurch sichtbar. Die schweren Trapez-Sterne setzen viel ultraviolette Strahlung frei, welche die Wasserstoffatome des Nebels ionisieren. Die dadurch entstehenden Protonen und Elektronen können wieder zu angeregtem Wasserstoff rekombinieren. Dies geschieht häufig in einem 2-stufigen Prozess. Erst wird das Elektron auf das dritttiefste Energieniveau eingefangen, um dann von dort auf das zweittiefste Energieniveau zu fallen. Dabei wird rotes Licht mit einer Wellenlänge von 656 nm ausgesendet, die berühmte Balmer H-alpha Linie. Aufgrund dieses Effekts wird der Orionnebel auch als Emissionsnebel bezeichnet.

## Astronomische Bedeutung
Die Trapezsterne sind relativ jung und haben sich vor etwa 1 bis 2,5 Millionen Jahren direkt aus dem Material des ca. 24 Lichtjahre durchmessenden Orionnebels gebildet und regen ihn heute durch Ionisation zum Leuchten an. Sie treiben die Gas- und Staubwolke durch ihren Sternwind auseinander und lassen eine sphäroide Aushöhlung entstehen, deren Inneres von der Ionisationsstrahlung erhellt wird und so den von der Erde aus deutlich sichtbaren Teil des Orionnebels bildet.
Die Sterne im Trapez haben Massen bis zu etwa 45 Sonnenmassen. Der Trapeziumhaufen ist eine jüngere Untergruppe des ca. 20 Lichtjahre durchmessenden Orionnebel-Haufens (Orion Nebula Cluster, ONC), der aus etwa 3500 Sternen besteht, die sich in einem Abstand von weniger als 10 Lichtjahren Radius um die Trapezsterne befinden.
Im WDS hat das Trapez die Nummer 05353-0523, im CCDM (Catalog of Components of Double and Multiple Stars) die Nummer 05353-0524.
Die vier hellen Komponenten haben folgende Bezeichner:
| Bayer    | WDS Komp. | WDS Subkomp.       | CCDM Komp. | HD    | Rektaszension (Grad) | Deklination | Spektralklasse | Visuelle Helligkeit | Anzahl Subkomponenten |
| -------- | --------- | ------------------ | ---------- | ----- | -------------------- | ----------- | -------------- | ------------------- | --------------------- |
| θ1 Ori A | A         | Aa, Ab             | B          | 37020 | 83,815938            | −5,387315   | B0V            | 6,7                 | mind. 2               |
| θ1 Ori B | B         | Ba, Bb, Bc, Bd, Be | D          | 37021 | 83,817133            | −5,385247   | B1V            | 8,0                 | mind. 6               |
| θ1 Ori C | C         | Ca, Cb             | A          | 37022 | 83,818599            | −5,389680   | O7Vp           | 5,1                 | 3                     |
| θ1 Ori D | D         | Da, Db, Dc         | C          | 37023 | 83,821635            | −5,387657   | B1.5V          | 6,7                 | 3                     |

θ1 Ori B ist ein hierarchisches Mehrfachsystem, in dem mindestens sechs Sterne wie folgt einander umkreisen: Ein enges bedeckungsveränderliches Paar B1 und B5 wird von B6 in einem Abstand von etwa 5 AE umkreist. In einem projizierten Abstand von etwa 400 AE befinden sich die Komponente B4 sowie ein weiteres enges Paar B2 und B3. Schema: { {B1 B5} B6 } B4 {B2 B3}. Die sechste Komponente wurde erst 2018 entdeckt und steht daher nicht im WDS-Katalog.

## Entdeckungsgeschichte
Im Jahre 1610 richtete der französische Astronom Nicolas Claude Fabri de Peiresc sein Fernrohr auf diese Region. Er gilt heute als Entdecker der diffusen Erscheinung des Orionnebels.
Dagegen gilt Galileo Galilei als Entdecker von drei der vier Trapezsterne im Inneren des Orionnebels (M42). Seine Beobachtungen schrieb er in seinem Notizbuch nieder. Von den vier Trapezsternen sah er die drei helleren Komponenten A, C und D. Er vermerkte, dass die Komponenten A und D etwa gleich hell sind und zu der Komponente C den gleichen Abstand haben. Ferner liegen die Komponenten A und D so dicht an C, dass sie diese praktisch berühren. Damit war Theta 1 Orionis der erste Stern, der mit einem Teleskop in mehrere Komponenten aufgelöst wurde. Eine Skizze aus Galileis Arbeit findet sich in Christopher Graneys Publikation On the Accuracy of Galileo's Observations.
Im Jahre 1656 beobachtete der niederländische Astronom Christiaan Huygens den Orionnebel. Aufgrund seiner Zeichnung galt Christiaan Huygens bis ins 19. Jahrhundert als der Entdecker des Orionnebels und des Trapezes. Allerdings sah er – wie bereits Galileo Galilei zuvor – von den eigentlichen Trapezsternen zunächst nur drei. 1673 entdeckte Jean Picard einen vierten Stern im Inneren. Auch Christiaan Huygens bemerkte diesen Stern im Jahre 1684 und nannte später diese Vierergruppe „Trapezium“.

## Identifizierung
Das Trapez ist leicht an seiner namensgebenden charakteristischen Form – gebildet von vier relativ hellen Sternen – erkennbar.
Diese werden in der Regel als A, B, C und D in der Reihenfolge zunehmender Rektaszension identifiziert. Der hellste der vier Sterne ist C oder Theta1 Orionis C, mit einer scheinbaren Helligkeit von 5,13. Sowohl A und B wurden als Bedeckungsveränderliche identifiziert.
Infrarot-Aufnahmen des Trapezhaufens sind in der Lage die umgebenden Staubwolken zu durchdringen. Dadurch werden weitere Sterne sichtbar. Viele der Sterne im Trapezhaufen besitzen sogenannte Protoplanetare Scheiben aus Gas und Staub.

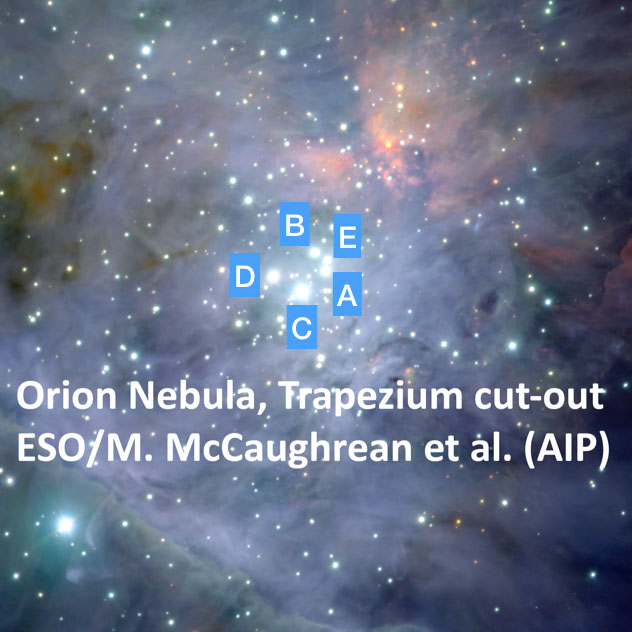
Identifikation/Zuordnung von 5 Trapezsternen Theta 1 Orionis A–E.
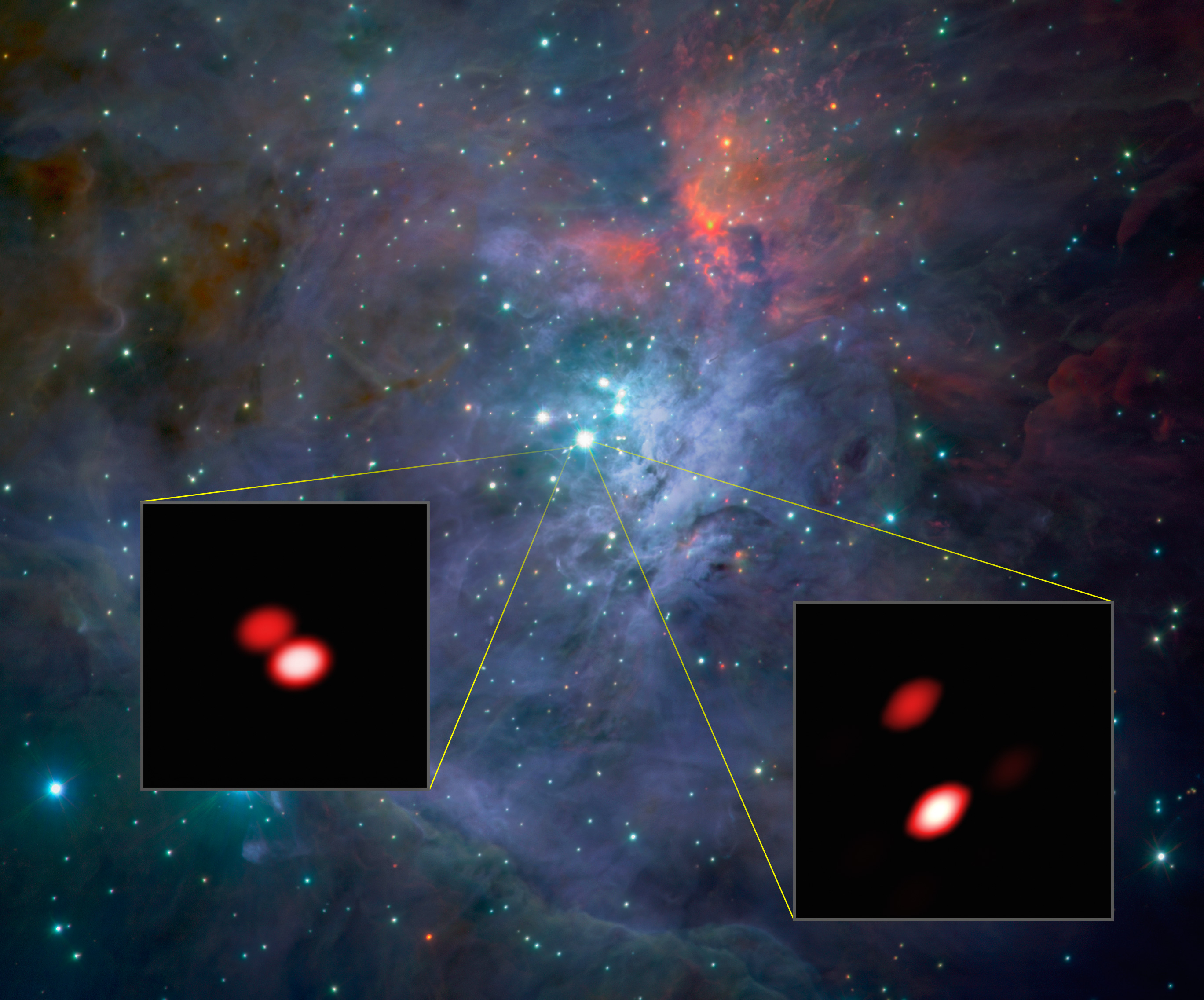
GRAVITY entdeckt, dass einer der Sterne im Orion-Trapez ein Doppelstern ist.
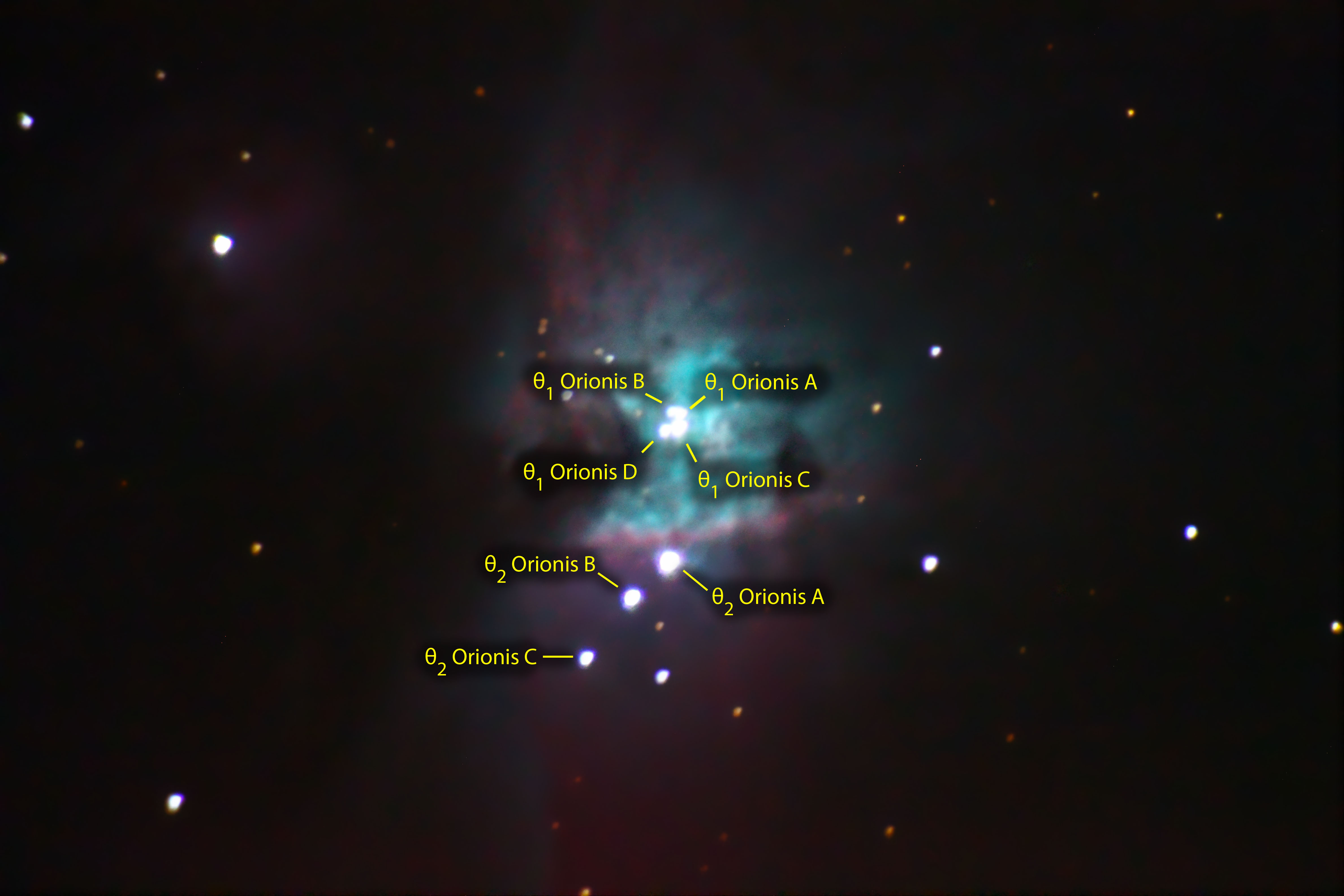
Identifizierung der Theta 1 und Theta 2 Orionis Sterne.
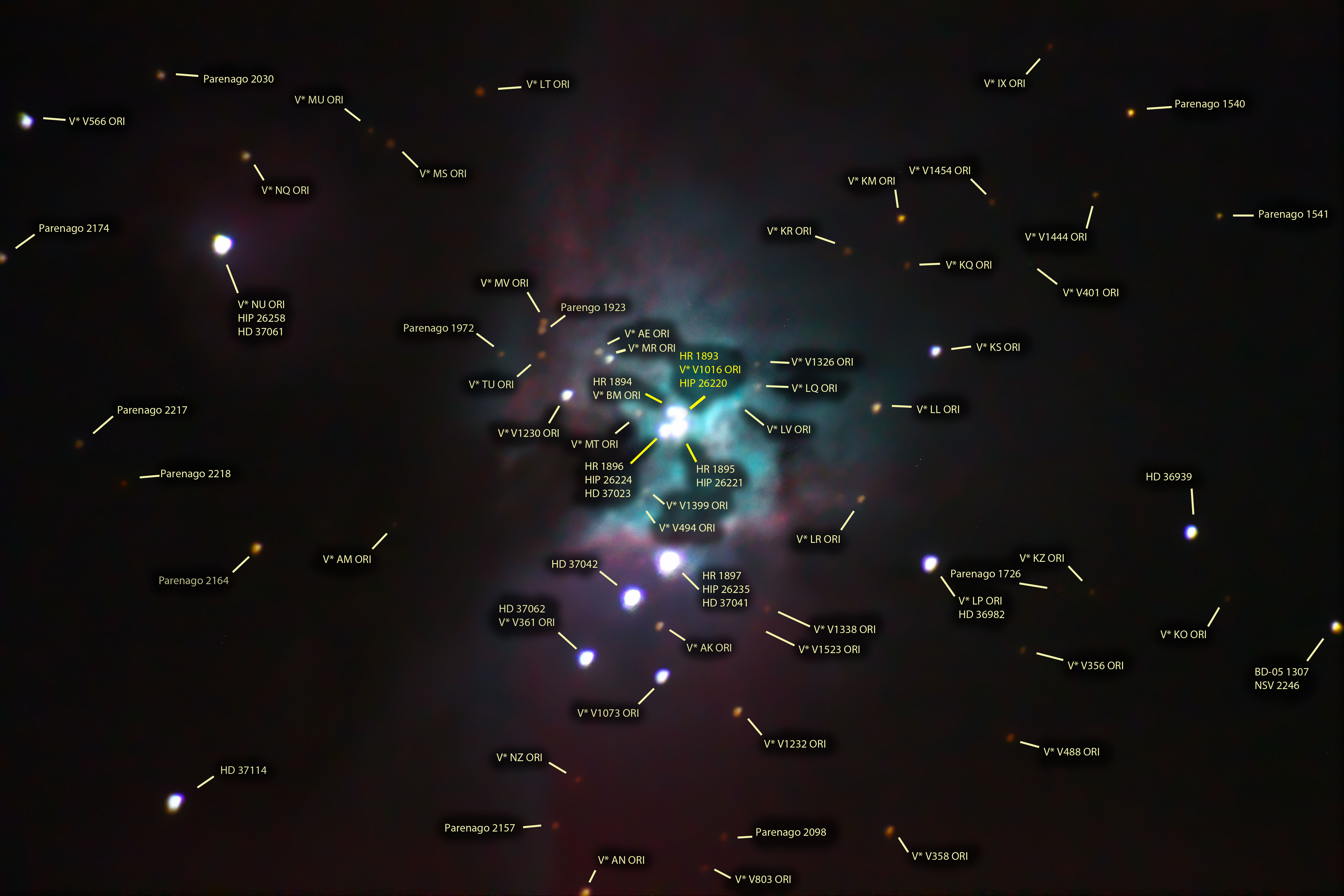
Weitere Identifikation von Sternen im Orionnebel.